# Buque de carga

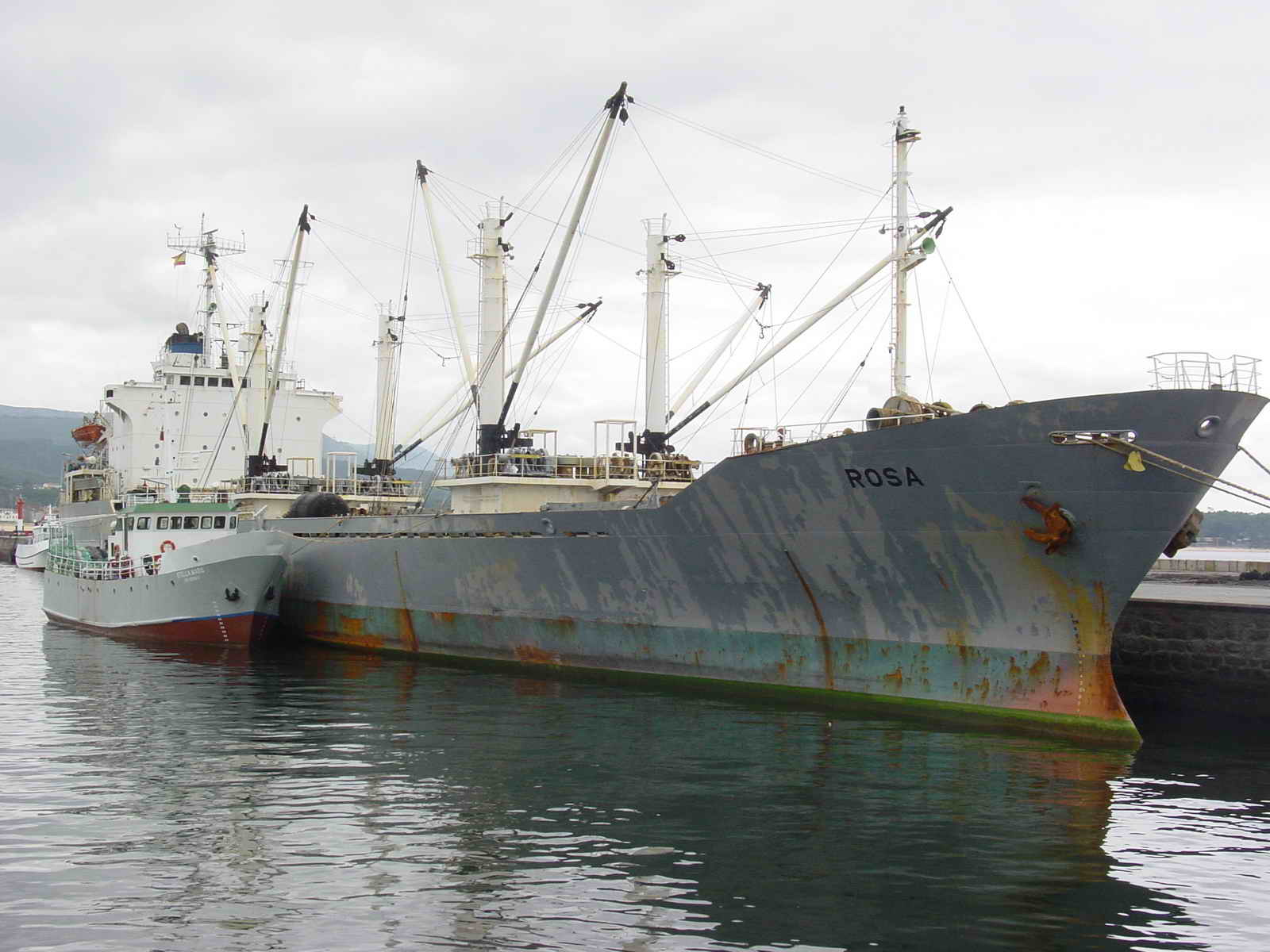
Buque de carga

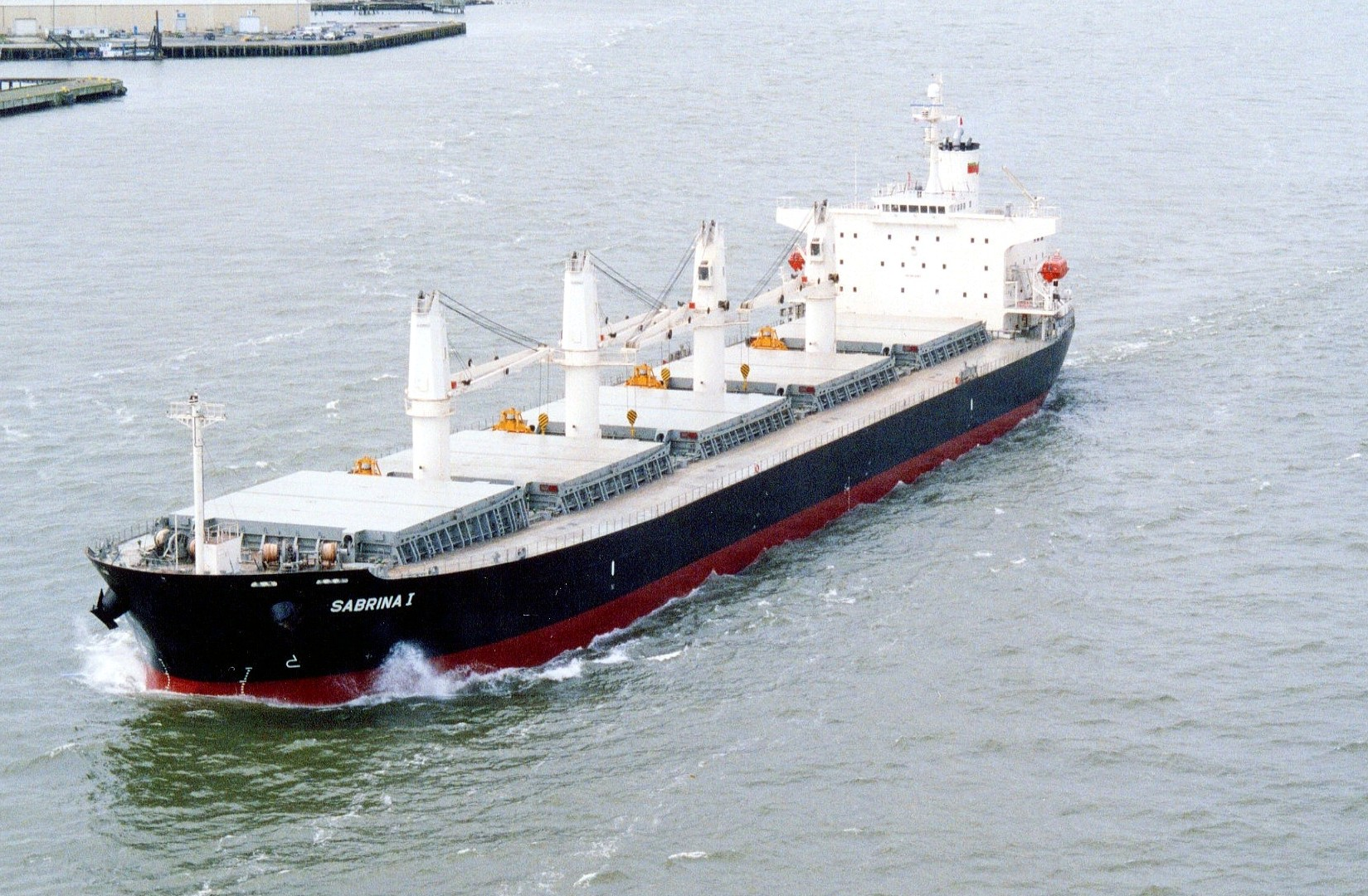
Buque granelero

Un buque de carga es un tipo de nave o barco utilizado para transportar mercancías, bienes y materiales desde un puerto a otro. Otros nombres por el que se conoce a este tipo de embarcación son barco de carga, barco de cabotaje o sencillamente carguero, o bien buque mercante.
En otras lenguas, como por ejemplo en inglés, se designa con la palabra «cargo» tanto al barco como a la carga que transporta.
Hoy en día, miles de buques de carga atraviesan los mares y océanos del mundo cada año y soportan el peso de la mayor parte del comercio internacional. Los buques de carga normalmente están diseñados específicamente para esta tarea, y están equipados con grúas u otros mecanismos que facilitan la carga y descarga. Pueden ser de muy diversos tamaños. En la actualidad suelen estar construidos de acero y, salvo algunas excepciones, su vida media es de entre 25 y 30 años antes de ser desmantelados. 

## Tipos

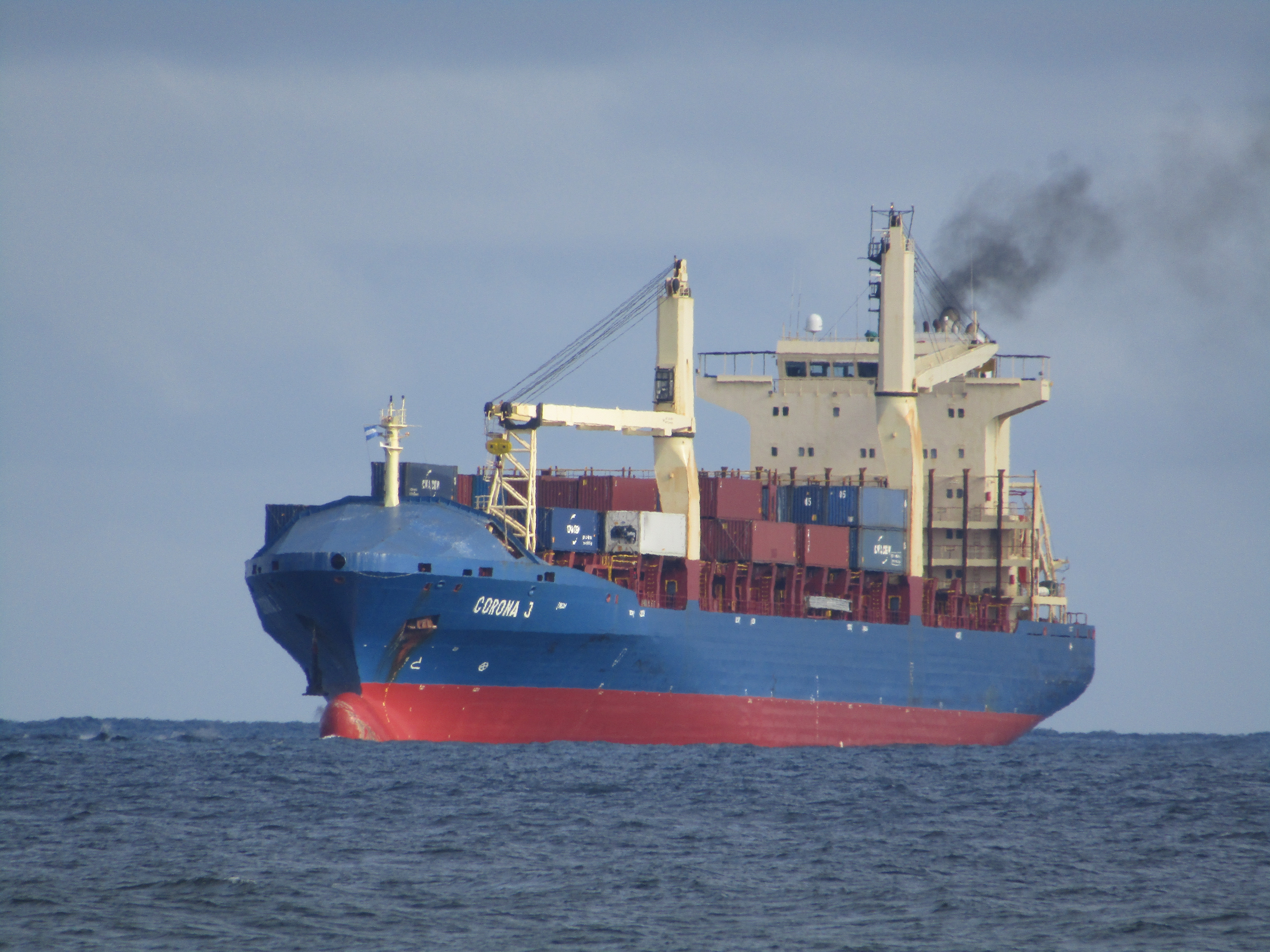
Buque de carga en Puerto Cortes, Honduras.

Los tipos especializados de buques de carga incluyen los buques de transporte de contenedores y los buques de transporte de carga sólida a granel. Técnicamente los petroleros, metaneros y demás buques cisterna son también buques de carga, aunque normalmente se incluyen en una categoría separada.

## Historia
Los registros más tempranos de transporte marítimo mencionan la carga de mercancías para el comercio. Las evidencias históricas y arqueológicas muestran que esta práctica se comenzó a generalizar aproximadamente a principios del I milenio a. C. 
Se han hallado pruebas arqueológicas de que los fenicios desarrollaron un comercio marítimo en las costas del mar Mediterráneo, usando embarcaciones de tipo costero. Los egipcios ejercieron un comercio fluvial a través del Nilo usando embarcaciones de papiro.
El deseo de abrir nuevas rutas de comercio propició viajes más largos y en todas las épocas del año, lo cual supuso el desarrollo y mejora del diseño de los barcos durante la Edad Media. En el siglo XV aparecen las naos, las carabelas, y, finalmente, los galeones, que se utilizan entre Italia, España, Francia y las Indias.
En la primera mitad del siglo XVI, la incidencia de la piratería provocó que los buques de carga se armaran, algunas veces de manera bastante pesada, como el Galeón de Manila.
En los siglos XVII y XVIII los galeones dan paso a las fragatas, las corbetas y los galeones afragatados para el comercio, y aparece la piratería clásica, tal y como se le conoció en los siglos XVI, XVII y XVIII.
El diseño de los buques de carga ha evolucionado desde entonces su relación directa al crecimiento del comercio internacional y de la tecnología en la construcción naval. El uso del hierro y la maquinaria de vapor los hizo más grandes, con mayor capacidad y más veloces. Desde mediados del siglo XIX se transformaron en buques mixtos de pasaje y carga, perfil que subsistió hasta mediados del siglo XX. 
En la Primera y la Segunda Guerra Mundial los buques de carga fueron la base de la subsistencia de Inglaterra y de la Unión Soviética a partir de 1942. En este periodo, uno de los tipos de buques de carga más representativo fue el buque clase Liberty, fabricado por los Estados Unidos en grandes cantidades. Era un buque artillado con antiaéreas y cañones de 150 mm a proa y popa. Muchos de ellos escribieron páginas en la historia de la marina mercante.
Hoy en día los buques de carga, o buques contenedores, tienen un perfil de diseño prácticamente uniforme, con la superestructura y los habitáculos a popa y una eslora considerable, no solo pudiendo transportar en sus bodegas internas sino también sobre su cubierta, apilando contenedores hasta la altura del puente de navegación.

## Galería

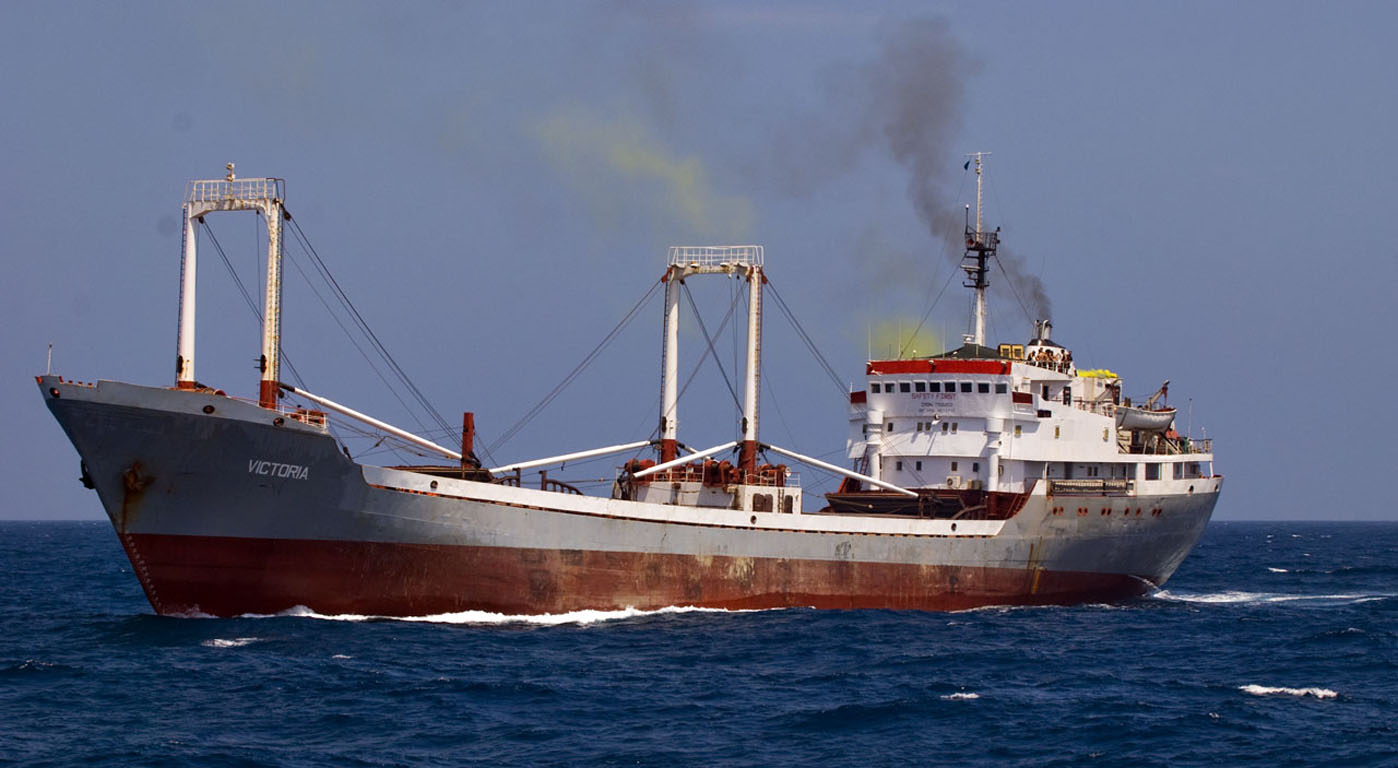
Buque mercante costero.
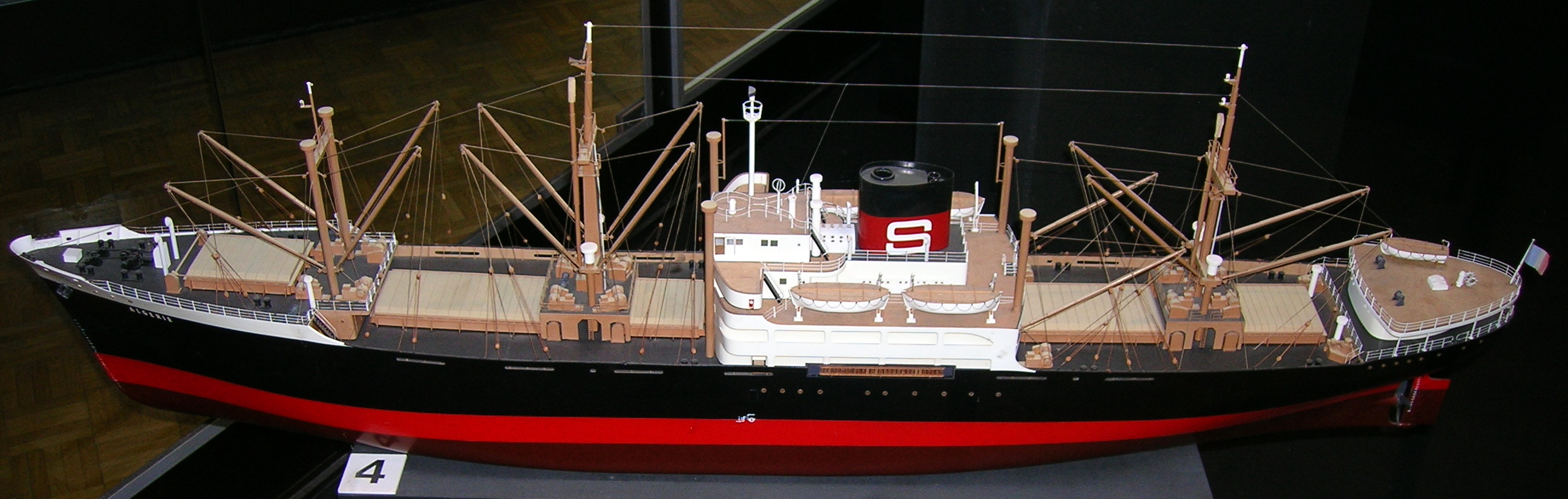
Buque mercante de mediados de siglo XX.
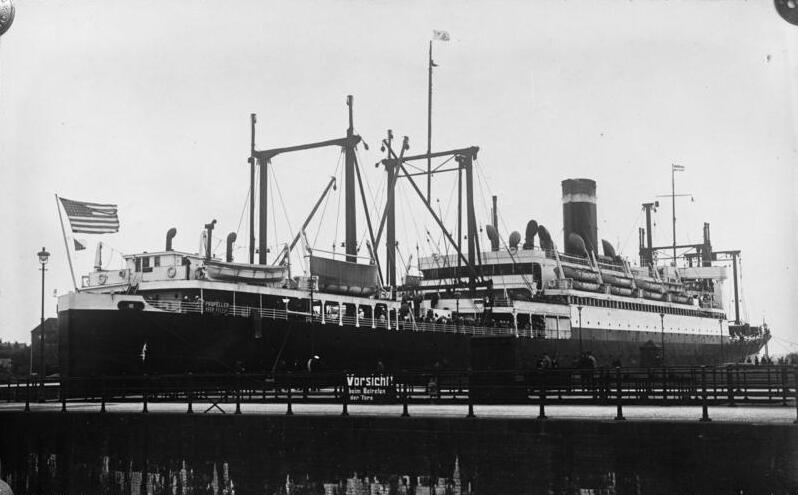
Buque mercante mixto
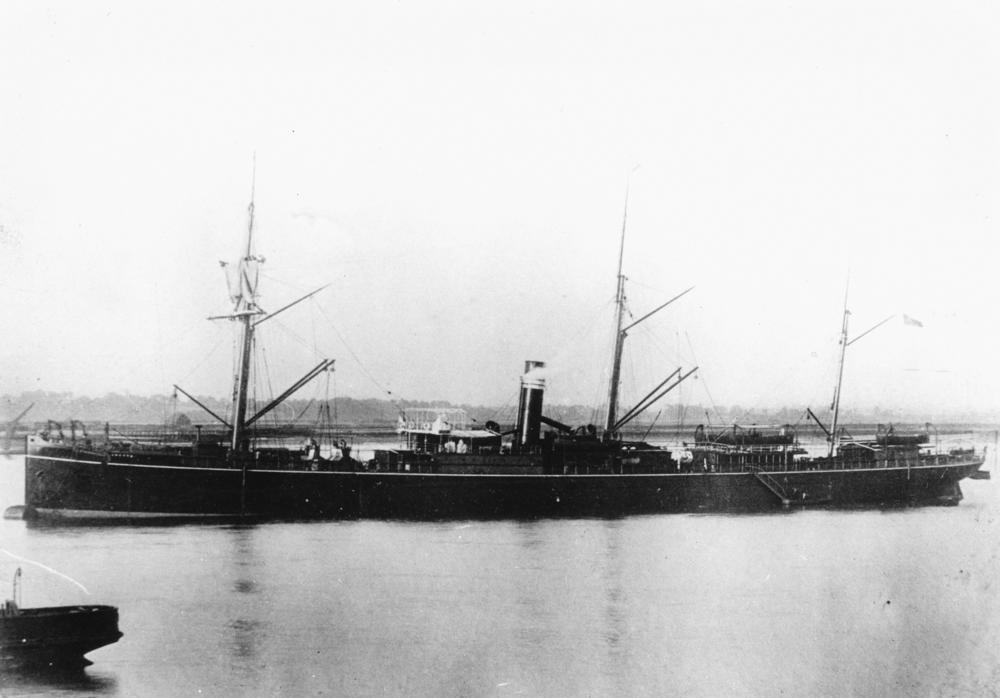
Buque mercante del siglo XIX.
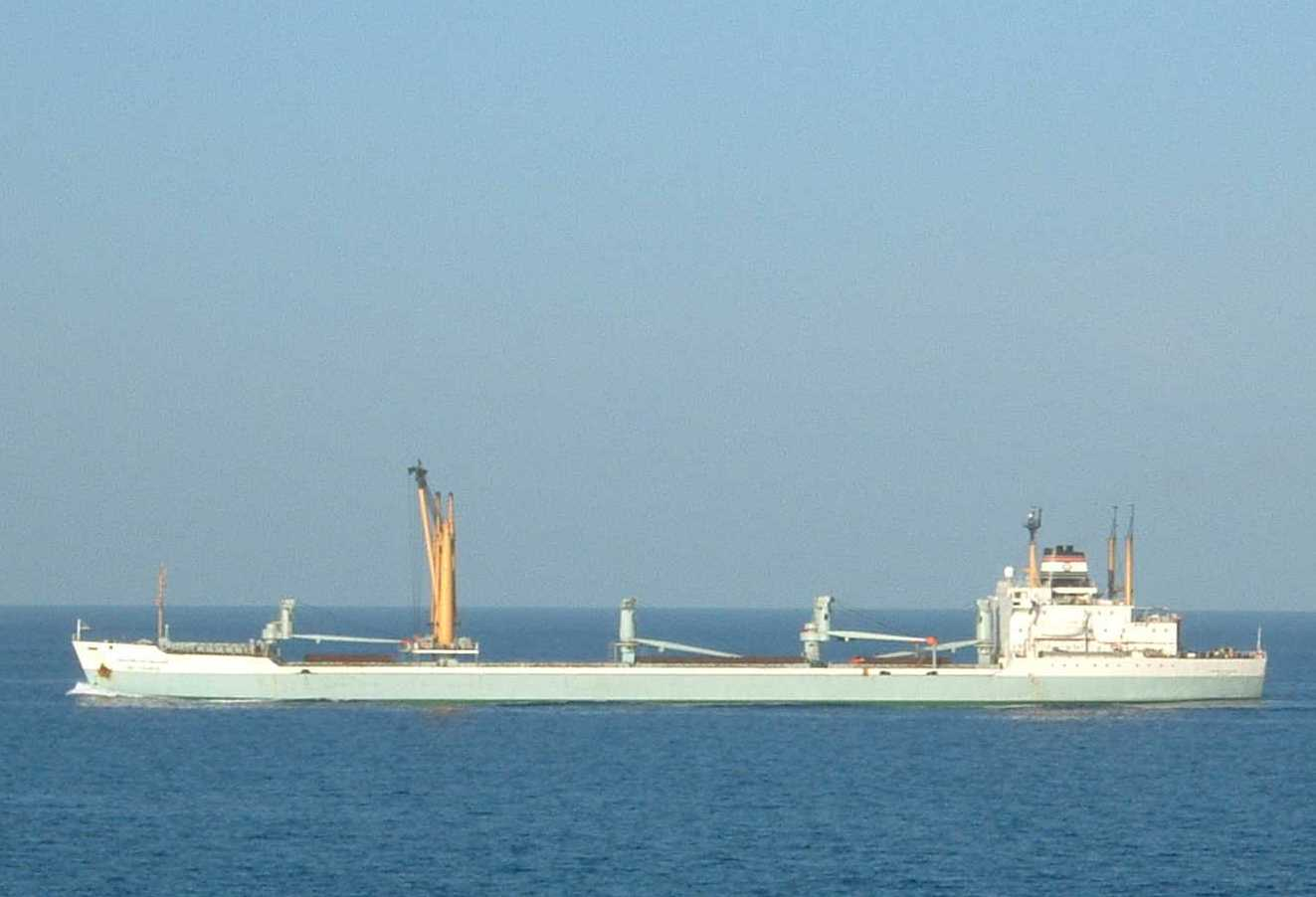
Buque portacontenedores típico